# Ka Tjeleo
Ka Tjeleo je boginja stvarnica pri Senufih v Maliju, Burkina Fasu in Slonokoščeni obali.
Boginja Ka Tjeleo je peti dan ustvarila živali, sedmi dan sadno drevje in v desetih stopnjah poučevala prvi človeški par, ki ga je ustvaril Kulo Tjelo.
Boginja Ka Tjeleo, Mati vasi, je enkrat upodobljena kot zrela ženska, ki sedi z dojenčkom v naročju, drugič pa kot ženska,ki nosi kultni boben.